# Lates mariae
Lates mariae är en fiskart som beskrevs av Steindachner, 1909. Lates mariae ingår i släktet Lates och familjen Latidae. IUCN kategoriserar arten globalt som sårbar. Inga underarter finns listade i Catalogue of Life.